# French Affair
I French Affair sono stati un gruppo musicale pop tedesco/francese formatosi nel 1999 e scioltosi nel 2009, conosciuto soprattutto per le hit mondiali I Want Your Love, My Heart Goes Boom (La Di Da Da) e Sexy.

## Storia del gruppo
La cantante del gruppo, Barbara Alcindor, è nata a Parigi e vive a Londra. Cominciò la sua carriera come modella prima di provare a sfondare nel mondo della musica. Prima di firmare un contratto con l'etichetta discografica BMG e collaborare con i produttori Dreyer Brothers, i French Affair piazzarono nelle classifiche di Francia, Italia, Germania e Regno Unito i singoli Do What You Like e My Heart Goes Boom (La Di Da Da) nel 2000. In particolare, quest'ultimo divenne un vero e proprio tormentone di quell'anno.
L'anno successivo pubblicarono il loro album di debutto, Desire. Nel 2001 fu pubblicato Sexy, che divenne un tormentone dell'estate 2001. Sexy fu poi incluso nell'ultimo album Belle Epoque.
Nel 2006 hanno pubblicato un secondo album Rendezvous, senza però ottenere un particolare successo. Nel 2008 viene pubblicato l'ultimo album Belle Epoque dopodiché nel 2009 il gruppo annuncia il suo scioglimento.

## Discografia

### Album in studio
- 2000 – Desire
- 2006 – Rendezvous
- 2008 – Belle Epoque

### Singoli
- 2000 – My Heart Goes Boom (La Di Da Da)
- 2000 – Do What You Like
- 2000 – I Want Your Love
- 2000 – Poison
- 2001 – Sexy
- 2002 – I Like That
- 2003 – Comme Ci Comme Ca
- 2006 – Symphonie d'amour